# Valeri Bganba
Valeri Bganba, né le 26 août 1953 à Bzyb, est un homme politique abkhaze.

## Biographie
Valeri Bganba est originaire du village de Bzyb dans le district de Gagra. Entre 1971 et 1976, il  fréquente l'institut agricole de Kuban.
En 1991, Valeri Bganba est élu au Soviet suprême d'Abkhazie. En 1998, et de nouveau en 2001, il est élu président de l'Assemblée du district de Gagra. En décembre 2002, Bganba est nommé gouverneur du district de Gagra, succédant à Grigori Enik, nommé chef du Comité national des douanes. Le 25 mai 2006, Bganba est libéré de ses fonctions par le président Sergueï Bagapch à sa propre demande.
En mars 2007, Bganba est réélu membre de l'Assemblée du peuple d'Abkhazie dans la circonscription n°9. Aux élections de mars 2012, il est l'un des cinq députés à conserver leur siège, remportant 52,90 % des voix au premier tour sur son seul adversaire. Au cours de la première session de l'Assemblée le 3 avril, Bganba est élu président, battant Raul Khajimba par 21 voix contre 11. Il occupe cette fonction jusqu'au 17 avril 2017. 
À ce titre, il est président de l'Abkhazie par intérim du 1er juin au 25 septembre 2014 à la suite de la démission d'Alexandre Ankvab dans le contexte d'une révolution et avant la prise de fonctions de Raul Khadjimba. 
Il est nommé Premier ministre par ce dernier en septembre 2018. Après la démission de Khadjimba le 12 janvier 2020, Bganba est nommé président par intérim, jusqu'à l'investiture d'Aslan Bjania le 23 avril.